# Ledebouria venteri
Ledebouria venteri är en sparrisväxtart som beskrevs av Van Jaarsv. och A.E.van Wyk. Ledebouria venteri ingår i släktet Ledebouria och familjen sparrisväxter. Inga underarter finns listade i Catalogue of Life.